# Дорофеј (Бакау)
Дорофеј (рум. Dorofei) насеље је у Румунији у округу Бакау у општини Деалу Мориј. Oпштина се налази на надморској висини од 264 m.

## Становништво
Према подацима из 2002. године у насељу је живело 1 становника.